# Stora Tuna landskommun
Stora Tuna landskommun var mellan 1863 och 1971 en kommun i Kopparbergs län med Romme som centralort. Kommunen är idag en del av Borlänge kommun. 

## Administrativ historik
Kommunen inrättades i Stora Tuna socken i Dalarna när 1862 års kommunalförordningar trädde i kraft den 1 januari 1863. Det område som idag utgör Borlänge centrum ingick i Stora Tuna. Borlänge var år 1863 bara namnet på en mindre by, en av många sådana byar på Tunaslätten, som låg där Bygatan ligger idag.
I landskommunen uppstod det efterhand två municipalsamhällen. Det första, Borlänge municipalsamhälle, inrättades den 29 maj 1891 och bröts ut den 1 januari 1898 för att bilda Borlänge köping. Det andra, Domnarvets municipalsamhälle, inrättades den 27 februari 1925 och bröts ut den 1 januari 1929 för att bilda Domnarvets landskommun.
Vid kommunreformen 1 januari 1952 inkorporerades Torsångs landskommun.
Landskommunen upphörde den 1 januari 1971 då den uppgick i Borlänge kommun.

### Kyrklig tillhörighet
I kyrkligt hänseende tillhörde kommunen Stora Tuna församling. Den 1 januari 1952 tillkom Torsångs församling.

## Kommunvapnet
Blasonering: Sköld, kluven av guld, vari en blå pilbåge, och blått, vari en yxa av guld.
Vapnet antogs 1943.
Även Torsångs landskommun hade ett vapen som upphörde att gälla redan 1952 i samband med sammanläggningen med Stora Tuna.

Torsångs landskommun (1945-1951)

## Geografi
Stora Tuna landskommun omfattade den 1 januari 1952 en areal av 590,60 km², varav 545,20 km² land.

### Tätorter i kommunen 1960
| Tätort            | Folkmängd |
| ----------------- | --------- |
| Borlänge, del ava | 4 005     |
| Romme             | 1 972     |
| Idkerberget       | 700       |
| Ornäs             | 438       |
| Halvarsgårdarna   | 300       |
| Repbäcken         | 262       |
| Tuna-Hästberg     | 252       |
| Matsknutsgårdarna | 232       |
| Tylla             | 201       |

Tätortsgraden i kommunen var den 1 november 1960 65,6 procent.

## Befolkningsutveckling
| Befolkningsutvecklingen i Stora tuna landskommun 1925-1970 | Befolkningsutvecklingen i Stora tuna landskommun 1925-1970 | Befolkningsutvecklingen i Stora tuna landskommun 1925-1970 | Befolkningsutvecklingen i Stora tuna landskommun 1925-1970 | Befolkningsutvecklingen i Stora tuna landskommun 1925-1970 |
| ---------------------------------------------------------- | ---------------------------------------------------------- | ---------------------------------------------------------- | ---------------------------------------------------------- | ---------------------------------------------------------- |
|                                                            |                                                            |                                                            |                                                            |                                                            |
| År                                                         |                                                            |                                                            | Invånare                                                   |                                                            |
| 1925                                                       | 1925                                                       |                                                            | 11 984                                                     | 11 984                                                     |
| 1930                                                       | 1930                                                       |                                                            | 9 028                                                      | 9 028                                                      |
| 1935                                                       | 1935                                                       |                                                            | 9 107                                                      | 9 107                                                      |
| 1940                                                       | 1940                                                       |                                                            | 8 890                                                      | 8 890                                                      |
| 1945                                                       | 1945                                                       |                                                            | 9 325                                                      | 9 325                                                      |
| 1950                                                       | 1950                                                       |                                                            | 9 715                                                      | 9 715                                                      |
| 1955                                                       | 1955                                                       |                                                            | 11 342                                                     | 11 342                                                     |
| 1960                                                       | 1960                                                       |                                                            | 12 919                                                     | 12 919                                                     |
| 1965                                                       | 1965                                                       |                                                            | 13 005                                                     | 13 005                                                     |
| 1970                                                       | 1970                                                       |                                                            | 13 979                                                     | 13 979                                                     |
| Källa: SCB-Folkmängd 1920-1970.                            |                                                            |                                                            |                                                            |                                                            |

## Politik

### Mandatfördelning i valen 1938-1966
| 13 |  | 11 | 3 | 2 |

| 30 |

| 13 | 12 | 3 | 2 |

| 29 |

| 2 | 12 | 12 | 3 |  |

| 29 |

| 19 | 13 | 7 |  |

| 37 |

|  | 17 | 12 | 7 | 3 |

| 36 |

|  | 18 | 13 | 4 | 4 |

| 33 | 7 |

|  | 19 | 12 | 5 | 3 |

| 34 | 6 |

| 3 | 14 | 14 | 5 |  | 3 |

| 34 | 6 |

### Kommunalfullmäktiges ordförande
- 1919-1923 J. Albert Eriksson
- 1923-1928 Ejnar Lindbärg
- 1928-1942 Janne Hellberg
- 1942-1970 Thure Oskarsson

Källa till listan:

### Kommunalförvaltningen
Stora Tuna landskommun var organiserad med följande styrelser, nämnder och utskott. 

#### Styrelser
- Folkskolestyrelsen (-1971)
Styrelse med tretton ledamöter, de fyra skolnämnderna arbetade under styrelsens styrning.

#### Nämnder
- Bespisningsnämnden (-1971)
Arbetade med att tillhandahålla mat av god kvalité till skolelever och personal.

- Fastighetsnämnden (-1957)
Förvaltning inom kommunen vilken beslutat inom området vatten, avlopp och underhåll av fastigheter. Nämnden bestod av sex ledamöter som även tillhörde kommunalnämnden.  Ursprungligen var Fastighetsnämnden en kommitté med fick sedan utökade befogenheter inom området. Då nämnden inte hade någon instruktion som reglerade dess arbete, och då ärenden från kommunens övriga nämnder kolliderade med dess arbete, valde kommunen att låta denna nämnd upphöra år 1957.

- Förvaltningsnämnden (-1971)
Skötte bland annat reparationer av skolbyggnader och nybyggnationer.

- Hemhjälpsnämnden (-1971)
Motsvarar dagens hemtjänst. Nämnden tillhandahöll hemhjälp genom egen anställd personal.

- Musiknämnden (-1971)
Bedrev en frivillig musikundervisning genom kommunens skolor, läsåret 1955-1956 deltog 340 elever.

- Socialnämnden (-1971)
Bestod av nio ledamöter. Dessa arbetade med sociala frågor kring kommunens invånare och beslutade bland annat om frågor kring äldrevården, och ekonomiska problem.

- Undervisningsnämnden (-1971)
Tog fram undervisningsmateriel och skapade Stora Tuna kommuns skolfilmsarkiv, samt införskaffade modern utrustning för film, band och radio.

#### Utskott
- Arbetsutskottet (-1971)
Var ett förvaltningsutskott med uppgift att samordna det kommunala arbetet.

## Byggnadsverk
- Stora Tuna kyrka

## Fotnoter
^a Tätorten Borlänge var delad mellan Stora Tuna landskommun (4 005 inv.) och Borlänge stad (26 061 inv.) 
1. ↑  Andersson, Per (1993). Sveriges kommunindelning 1863–1993. Mjölby: Draking. Libris 7766806. ISBN 91-87784-05-X
2. ↑  SCB Folkräkningen 1950 del 1 Arkiverad 29 oktober 2013 hämtat från the Wayback Machine. sida 170 i pdf:en
3. ↑  SCB Folkräkningen 1960 del 2 Arkiverad 24 september 2015 hämtat från the Wayback Machine. sida 38 & 40 i pdf:en
4. ↑  ”Stora Tuna”. Borlänge kommun. Arkiverad från originalet den 14 mars 2013. https://web.archive.org/web/20130314130141/http://www.borlange.se/templates/BlgPage____9189.aspx. Läst 13 oktober 2013.

- Se kartdata överlagrat på OSM (Kartdata)